# Calumet (Québec)
Pour les articles homonymes, voir Calumet (homonymie).
Calumet est un village et arrondissement de la municipalité de Grenville-sur-la-Rouge en Argenteuil au Québec (Canada). Il s'agit d'une ancienne municipalité de village rattachée à Grenville-sur-la-Rouge en 2002.

## Toponymie
Il y a deux théories concernant l’origine du nom Calumet. La commission de toponymie du Québec explique ceci : « La dénomination de cette voie d'eau (rivière du Calumet) aurait pour origine soit un phénomène sociologique, le fait que les Amérindiens s'arrêtaient sur ses bords pour fumer le calumet, soit un phénomène naturel, à savoir la présence autrefois en ces lieux d'une pierre d'excellente qualité qui entrait dans la fabrication des pipes ou calumets. »

## Histoire

### Développement industriel
L’arrivée d’immigrants irlandais et anglais vient peupler davantage le village. Ce fut surtout au XIXe  que l’économie de Calumet était à son apogée. « L'arrivée du chemin de fer favorise grandement le développement économique et démographique de la localité. L'endroit, qui était isolé et peu peuplé, devient un carrefour touristique important. » Le chemin de fer a su favoriser l’économie, mais aussi une scierie et une usine de magnésite qui, voyant la popularité de la nouvelle gare, décidèrent de s’installer dans cette municipalité et aider à faire rouler l’économie.

### Patrimoine
Calumet a son propre patrimoine. Une gare ferroviaire datant du XIXe siècle est toujours présente dans le village comme monument historique. Lors de sa construction, cette gare faisait tourner l’économie du village. « La gare de Calumet était à son tour achevée, stimulant l’économie du village. La circulation des voyageurs et le transport de la poste et des marchandises faisaient de cette halte entre Montréal et Hull un lieu très fréquenté. » C’est donc un site protégé par les habitants de Calumet pour justement ses retombées économiques de l’époque et son statut historique d’aujourd’hui.

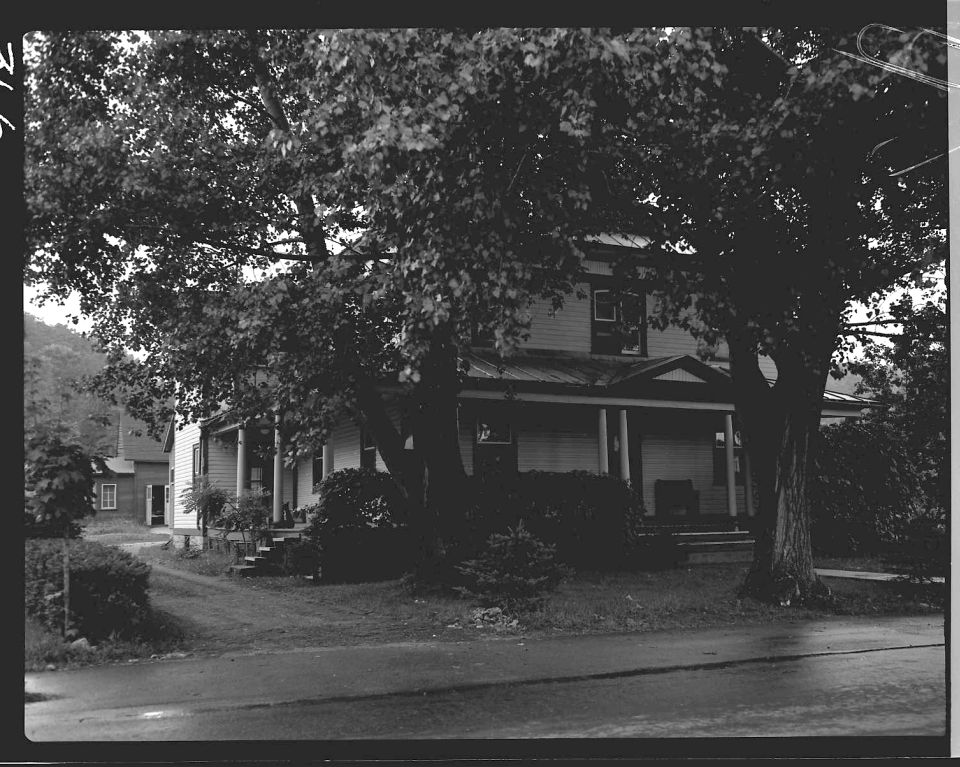
L'église Saint-Ludger à Calumet.

### Aujourd’hui
Calumet n’est maintenant plus une municipalité à part entière et s’est joint au canton de Grenville pour faire une plus grande municipalité nommée Grenville-sur-la-Rouge en avril 2002.

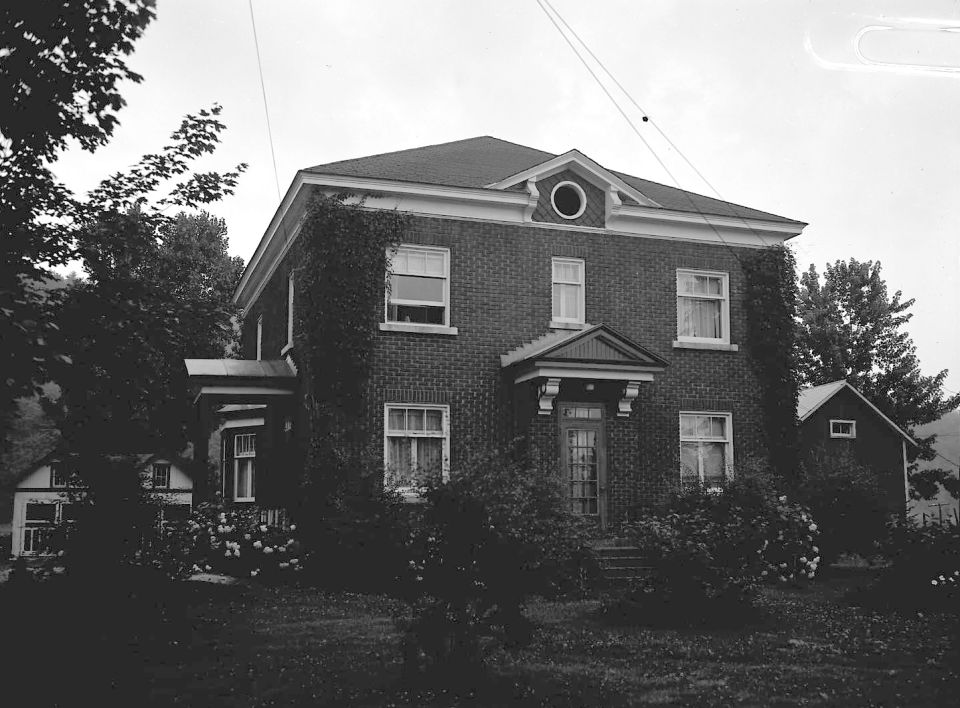
Presbytère de Calumet.

## Démographie
| 2001 | 2006 | 2011 | 2016 |
| ---- | ---- | ---- | ---- |
| 544  | 534  | 551  | 550  |

## Tourisme
Dans cette municipalité, il y a des activités touristiques comme la descente en eaux vives. La rivière rouge se trouve à être un élément important de cette région. « La rivière s'écoule aussi du nord vers le sud pour se jeter dans la rivière des Outaouais, à mi-chemin entre Montebello et Grenville. Les derniers kilomètres du cours de la rivière sont parsemés de chutes et de rapides. » C’est avec ces rapides que la rivière connaît un succès notable avec les activités telles que la descente en eaux vives, le kayak d’eau vive, le camping, le paintball et plusieurs autres activités en plein air.